# ウマル・ディアキテ
ウマル・ディアキテ（Oumar Diakité、2003年12月20日 - ）は、コートジボワール・バンジェヴィル出身のサッカー選手。リーグ・アン・スタッド・ランス所属。ポジションはフォワード。

## クラブ経歴
2022年1月12日、レッドブル・ザルツブルクへ移籍が発表され、リザーブチームにあたるFCリーフェリングに登録されることとなった 。リーフェリングではヨーロッパ1年目ながらリーグ戦12得点を挙げた。
2023年6月21日、リーグ・アンのスタッド・ランスへ移籍し、5年契約を結んだ。

## 代表経歴
2022年6月、アフリカネイションズカップ2023の予選に臨むコートジボワール代表へ初招集されたが、出場機会は訪れなかった。2023年9月9日のレソト代表戦でA代表初出場。